# Guttation

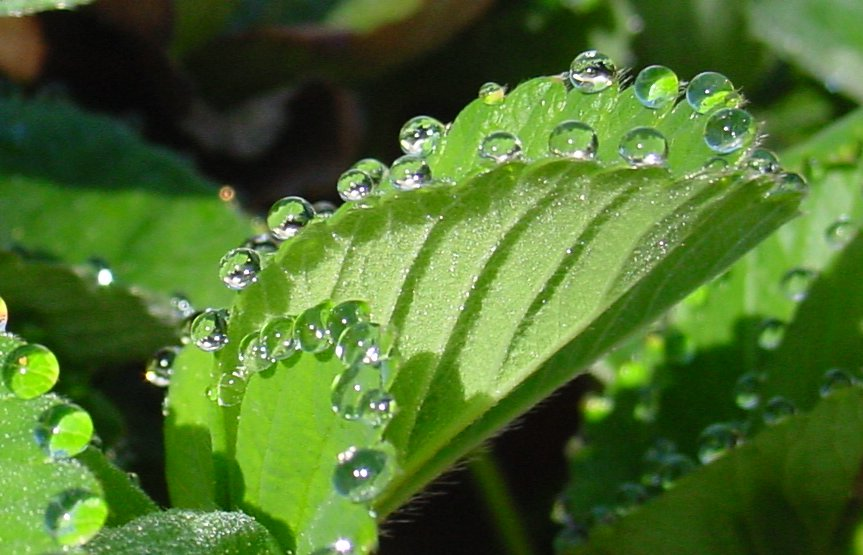
Guttation an Erdbeerblättern

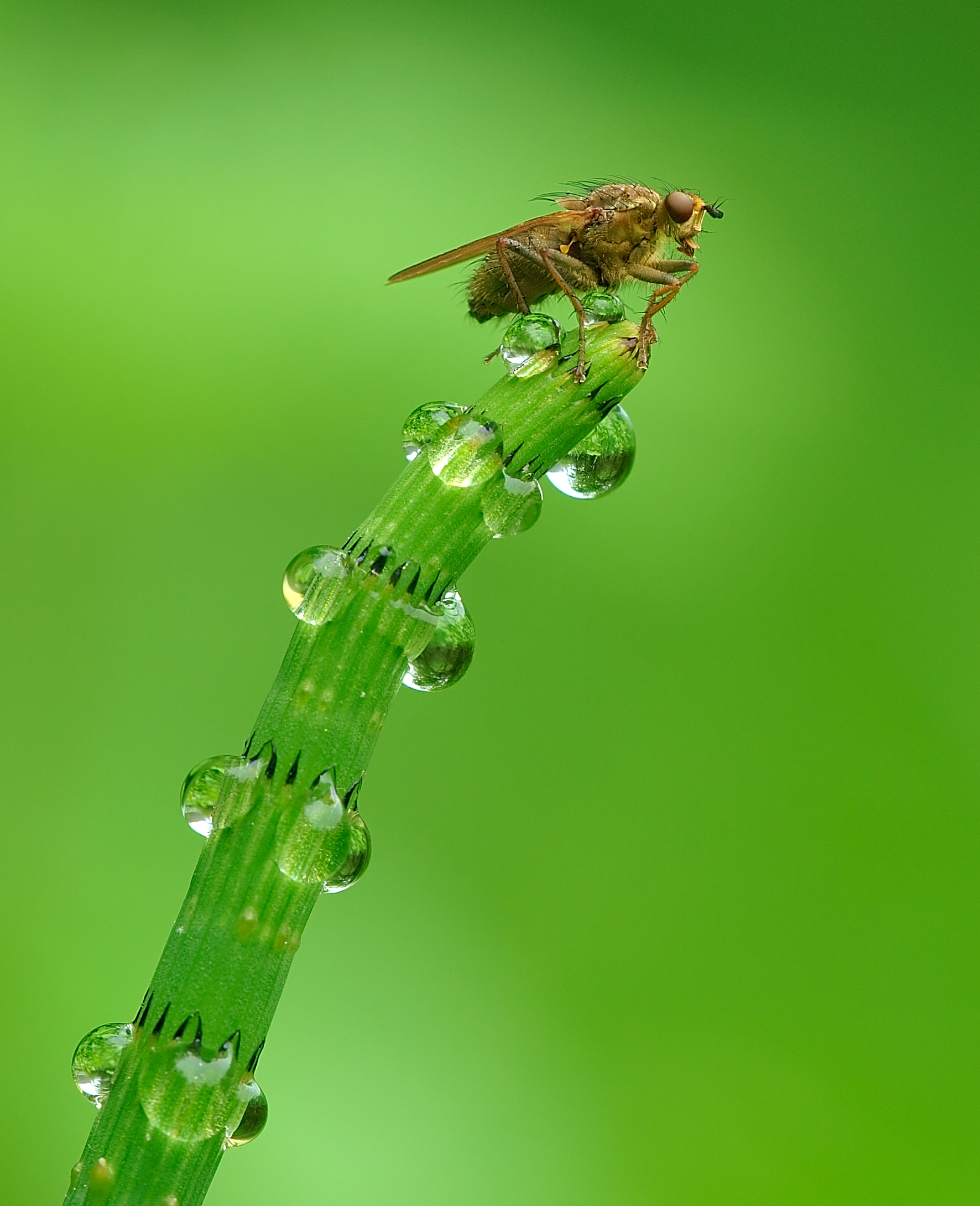
Guttation an einem Schachtelhalm, mit Gelber Dungfliege

Guttation ist der Vorgang der Abgabe von Wasser in flüssiger Form (insb. Tropfen) bei Pflanzen und Pilzen. Das Wasser wird abgegeben, damit trotz Wassersättigung der Transport von Mineralstoffen aus den Wurzeln in die Blätter (bei Pflanzen) gewährleistet bleibt.

## Prozess
Guttation kann bei höheren Pflanzen einerseits in der Nacht auftreten, wenn in der Regel keine Transpiration stattfindet, da Pflanzen ihre Stomata geschlossen haben und der Wurzeldruck das Wasser aus Hydathoden (spezielle Spaltöffnungen) an den Blattzähnen bzw. -spitzen presst. Eine andere Möglichkeit ist, wenn der Boden sehr feucht und wärmer als die Luft ist und zudem noch eine hohe Luftfeuchtigkeit besteht und somit das Wasserpotential der Luft zu hoch ist, um weitere Feuchtigkeit aufzunehmen. Unter diesen Bedingungen ist eine vollständige Transpiration nicht möglich. 
Bei Pilzen wird Wasser anders als bei höheren Pflanzen über Zellen des Mycels abgegeben.

## Chemische Zusammensetzung
Guttationsflüssigkeit kann eine Vielzahl an organischen und anorganischen Bestandteilen enthalten, hauptsächlich Zucker und Mineralien (unter anderem Kaliumsalze). Des Weiteren werden wasserlösliche Pflanzenschutzmittel, welche die Pflanze über die Wurzeln aufnimmt, über Guttationstropfen ausgeschieden und können in höherer Konzentration zum Tod von Bienen und anderen Insekten führen, wenn diese die Flüssigkeit aufnehmen.
Nach dem Trocknen bleibt eine weiße Kruste auf der Blattoberfläche zurück.

## Abgrenzung
Die Guttationsflüssigkeit darf nicht mit dem extrafloralen Nektar verwechselt werden, wie er z. B. beim Bogenhanf (Sansevieria) vorkommt. Extrafloraler Nektar tritt nur während der Blüte auf und dient dem Anlocken von bestäubenden Ameisen, während die Guttationsflüssigkeit der Ausscheidung von überschüssiger Flüssigkeit dient.